# Esoteric Warfare
Albums de Mayhem
Ordo Ad Chao
(2007) Daemon
(2019)
Esoteric Warfare est le cinquième album studio du groupe de black metal norvégien Mayhem. L'album est sorti le 6 juin 2014 et distribué par le label Season of Mist. Il s'agit du premier album du groupe enregistré avec Teloch à la guitare, il remplace Blasphemer qui avait quitté le groupe en 2008.

## Production
L'album est initialement annoncé dans une entrevue en 2012 interview avec le bassiste Necrobutcher avec Blabbermouth.net.
Le 2 août 2013, le batteur Hellhammer annonce sur la page Facebook officielle de Mayhem le début de l'enregistrement des morceaux de batterie pour l'album. Mayhem annonce en novembre 2013 son processus de mixage et sa sortie probable au début de 2014. Le 18 février 2014, un teaser 7" single contenant la chanson Psywar est annoncé pour le 25 avril 2014. Le 20 février 2014, le label de Mayhem, Season of Mist, annonce le titre de l'album, Esoteric Warfare, et sa sortie officielle pour le 6 juin 2014. Le 19 mars 2014, Blabbermouth.net fait paraître la liste des titres et autres détails de l'album.

## Liste des titres
| 1.    | Watchers       | 6:19 |
| 2.    | Psywar         | 3:25 |
| 3.    | Trinity        | 3:57 |
| 4.    | Pandæmon       | 2:53 |
| 5.    | MILAB          | 6:03 |
| 6.    | VI Sec.        | 4:14 |
| 7.    | Throne of Time | 4:06 |
| 8.    | Corpse of Care | 4:06 |
| 9.    | Posthuman      | 6:54 |
| 10.   | Aion Suntelia  | 5:25 |
| 47:25 |                |      |

## Classements
| Classement (2014)                  | Meilleure position |
| ---------------------------------- | ------------------ |
| Finlande (Suomen virallinen lista) | 32                 |